# Mona Samir Mahmoud
Mona Samir Mahmoud El Sayed El Bayso – (23 de abril de 1989) es una deportista egipcia que compite en lucha libre. Ganó una medalla de bronce en los Juegos Panafricanos de 2007. Ha ganado cuatro medallas de plata en el Campeonato Africano entre 2009 y 2016. Obtuvo una medalla de bronce en los Juegos Mediterráneos de 2013.

## Palmarés internacional
| Juegos Panafricanos  | Juegos Panafricanos    | Juegos Panafricanos | Juegos Panafricanos |
| Año                  | Lugar                  | Medalla             | Categoría           |
| -------------------- | ---------------------- | ------------------- | ------------------- |
| 2007                 | Alger (Argelia)        | Medalla de bronce   | 48 kg               |
| Campeonato Africano  |                        |                     |                     |
| Año                  | Lugar                  | Medalla             | Categoría           |
| 2009                 | Casablanca (Marruecos) | Medalla de plata    | 51 kg               |
| 2010                 | El Cairo (Egipto)      | Medalla de plata    | 51 kg               |
| 2011                 | Dakar (Senegal)        | Medalla de plata    | 51 kg               |
| 2016                 | Alejandría (Egipto)    | Medalla de plata    | 53 kg               |
| Juegos Mediterráneos |                        |                     |                     |
| Año                  | Lugar                  | Medalla             | Categoría           |
| 2013                 | Mersin (Turquía)       | Medalla de bronce   | 51 kg               |